# Tiberius Iulius Secundus
Tiberius Iulius Secundus war ein im 1. und 2. Jahrhundert n. Chr. lebender römischer Politiker.
Durch die Fasti Ostienses ist belegt, dass Secundus im Jahr 116 zusammen mit Marcus Egnatius Marcellinus Suffektkonsul war; die beiden traten ihr Amt vermutlich am 1. April des Jahres an.